# Quist de Tarlov
Els quists de Tarlov són quists meningis innervats de tipus II, sacs plens de líquid cefalorraquidi (LCR) que es troben amb més freqüència al canal espinal de la regió S1 a S5 de la medul·la espinal (molt menys sovint a la columna cervical, toràcica o lumbar), i es poden distingir d'altres quists meningis per les seves parets plenes de fibres nervioses. Els quists de Tarlov es defineixen com quists formats dins de la funda de l'arrel nerviosa al gangli espinal. L'etiologia d'aquests quists no s'entén bé; algunes teories actuals que expliquen aquest fenomen encara no s'han provat ni contrastat, però inclouen una pressió augmentada en el LCR, omplint quists congènits amb vàlvules unidireccionals, inflamació en resposta a traumes o malalties. Han rebut el nom del neurocirurgià nord-americà Isadore Tarlov, que els va descriure el 1938.
Els quists de Tarlov són relativament poc freqüents en comparació amb altres quists neurològics. Inicialment, Isadore Tarlov creia que eren asimptomàtics, però a mesura que avançava la seva investigació, Tarlov va trobar que eren simptomàtics en diversos pacients. Aquests quists es detecten sovint de manera incidental durant la ressonància magnètica o la tomografia computada per detectar altres afeccions mèdiques. També s'observen mitjançant neurografia per ressonància magnètica amb quists subaracnoidals comunicants de les meninges espinals. Els quists amb diàmetres d'1 cm o més són més propensos a ser simptomàtics; tot i que els quists de qualsevol mida poden ser simptomàtics en funció de la localització i l'etiologia. Al voltant del 40% dels pacients amb quists de Tarlov simptomàtics ho poden associar antecedents de traumatismes o parts. Les opcions actuals de tractament inclouen aspiració del LCR, eliminació total o parcial, teràpia amb cola de fibrina, laminectomia amb embolcall del quist, entre altres mètodes de tractament quirúrgic. El tractament intervencionista dels quists de Tarlov és l'únic mitjà pel qual els símptomes poden resoldre's permanentment a causa del fet que els quists sovint es reomplen després de l'aspiració. Els quists de Tarlov sovint augmenten amb el pas del temps, sobretot si la bossa té una obertura de tipus valvular que retingui el LCR. Es diferencien d'altres quists meningis i aracnoidals perquè estan innervats i el diagnòstic es pot demostrar en casos amb comunicació subaracnoide.
S'han observat ocasionalment quists perineurals de Tarlov en pacients amb síndrome de Marfan, síndrome d'Ehlers-Danlos i síndrome de Loeys-Dietz.